# Bibliothèques d'Orléans
La ville d’Orléans met à disposition du public six bibliothèques publiques appelées médiathèques.

## Histoire
La bibliothèque tire son origine du legs fait par Guillaume Prousteau, professeur à l'université d'Orléans. En 1714, il laisse sa bibliothèque personnelle, composée de plus de 4 000 imprimés et 39 manuscrits au couvent de Bonne-Nouvelle, à charge pour les moines d'en faire une bibliothèque publique sous le contrôle de la ville, apportant les fonds pour son fonctionnement et l'enrichissement de ses collections. Guillaume Prousteau avait en outre prévu les horaires d'ouverture et établi un règlement précis sur le mode de fonctionnement de la bibliothèque.
Au moment de la Révolution française, la bibliothèque est transférée à la ville par décision du 27 nivôse an II (16 janvier 1794). En 1807, les fonds qui avaient été rassemblés dans le dépôt littéraire du Loiret lui sont attribués. Ils comprennent quelque 100 000 volumes provenant des bibliothèques de plusieurs établissements ecclésiastiques (notamment l'abbaye de Saint-Benoît-sur-Loire) et de nobles de la région. 
S'y ajoute également la bibliothèque des étudiants de la nation germanique de l'université d'Orléans, comprenant quelque 5 000 volumes.
À partir de 1808, la bibliothèque est installée dans l'ancien couvent du Bon Pasteur, situé à côté du Campo santo.
Elle s'enrichit de plusieurs dons, dont certains représentent des fonds entiers. Elle complète ses collections par des achats ainsi que des envois du ministère de l'Instruction publique.  
En 1842, la bibliothèque reçoit la visite du comte Libri, qui en profite pour dérober, démanteler ou « échanger » quelques manuscrits. Après cet épisode, il est décidé d'employer des bibliothécaires plus professionnels. 
Parmi ces derniers, Jules Loiseleur et Charles Cuissard réorganisent les collections et constituent ou améliorent les catalogues.
En 1856, les fonds d'estampes sont transférés au Musée des beaux-arts d'Orléans et au Musée historique et archéologique de l'Orléanais, où ils seront détruits lors de la Seconde Guerre mondiale. 
La Bibliothèque municipale reçoit le statut de « bibliothèque municipale classée », vraisemblablement en 1931. 

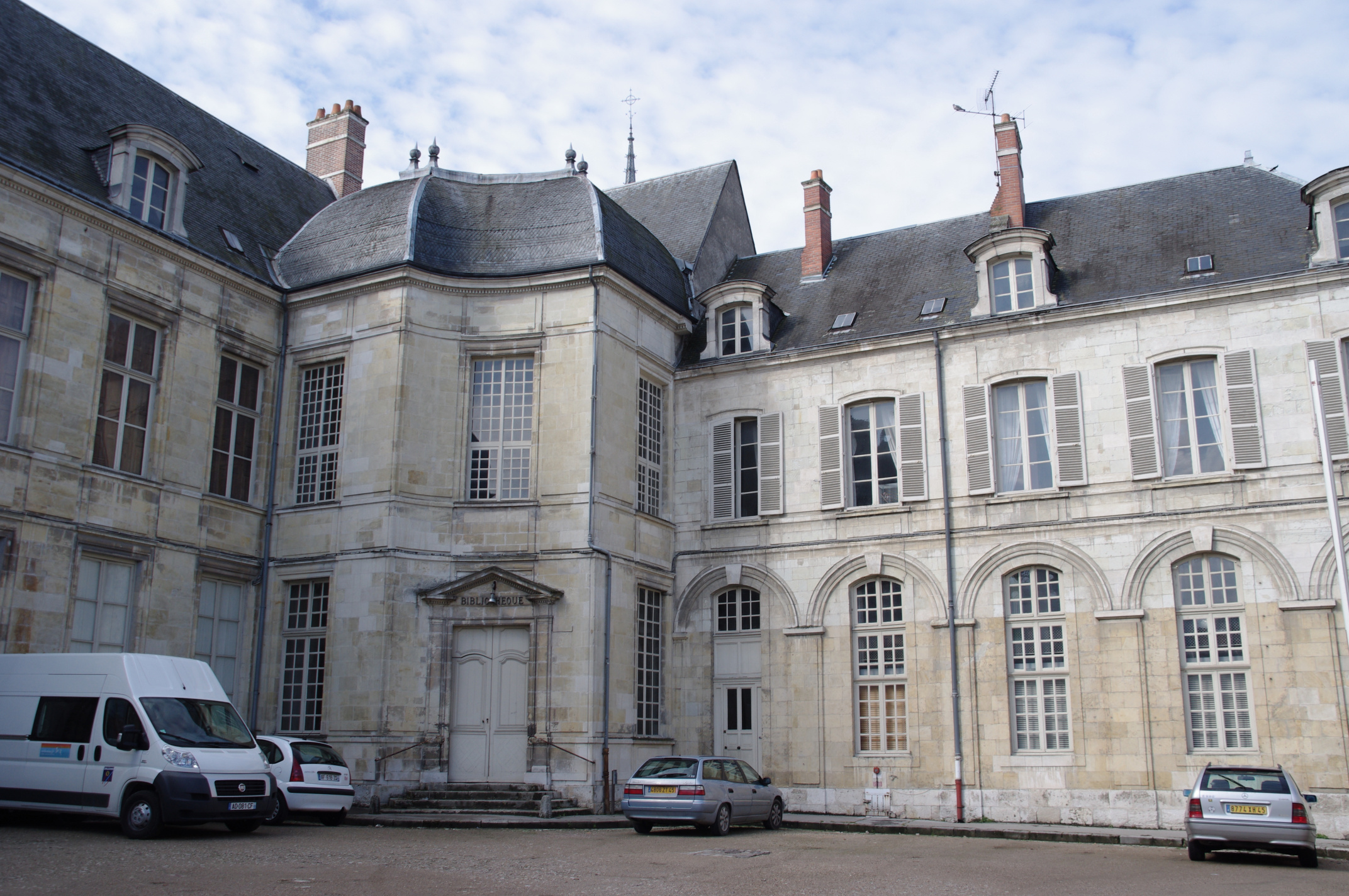
Ancien évêché d'Orléans, ayant été utilisé d'abord pour la bibliothèque principale (1919-1994) puis comme bibliothèque du quartier Bourgogne (1996-2010), depuis 2014, Centre International Universitaire pour la Recherche.

Au moment de la séparation des Églises et de l'État, la bibliothèque reçoit de nouveau des fonds d'origine ecclésiastiques, en particulier de l'ancien grand séminaire et de paroisses. 
La Bibliothèque municipale déménage ensuite dans l'ancien palais épiscopal, acheté par la ville en 1919. 
Au moment de l'Occupation, la bibliothèque populaire, qui avait été créée sous forme associative en 1900, est reprise par la Bibliothèque municipale. 
En 1943, la bibliothèque municipale d'Orléans est désignée pour recevoir le dépôt légal de tout ce qui est imprimé dans les départements du Cher, d'Eure-et-Loir, de Loir-et-Cher et du Loiret ; cette zone est étendue, en 1997, aux départements de l'Indre et d'Indre-et-Loire. 
Une section jeunesse est créée en 1936 (inauguration officielle le 30 avril) sur le modèle de L'Heure Joyeuse. 
Dans les années 1960, des bibliothèques sont établies dans différents quartiers, la première à proximité de la gare, suivie d'une autre dans le quartier Madeleine. 
En 1975, une bibliothèque est ouverte dans le quartier de la Source. Elle est alors la plus grande bibliothèque de quartier de France. Elle propose plus de livres en Accès libre que la bibliothèque centrale, et comprend une discothèque, ce qui constitue une nouveauté à Orléans et n'est pas encore très répandu ailleurs. 
Le mouvement se poursuit avec une bibliothèque aux Blossières en 1983 et à l'Argonne en 1984. La bibliothèque du quartier Madeleine est remplacée par un nouveau bâtiment en 1991. 
Le manque de place à la bibliothèque centrale tant pour le public que pour la conservation conduit à chercher des solutions, et il est d'abord envisagé un agrandissement sur place. 
La municipalité opte finalement en 1989 pour la construction d'une grande Médiathèque, à la place du commissariat de police, qui est inaugurée en juin 1994 par François Mitterrand. Elle est parmi les premières à profiter du programme des bibliothèques municipales à vocation régionale. 
Dans les années qui suivent, le réseau est réorganisé, avec le remplacement de la bibliothèque de l'Argonne et la fermeture de la bibliothèque de la Gare, proche de la Médiathèque. Le rez-de-chaussée de l'ancienne bibliothèque centrale rouvre en 1996 comme bibliothèque du quartier Bourgogne. Une bibliothèque est installée en 1998 dans le centre commercial de Saint-Marceau, à la place d'une ancienne supérette. 
Dans le cadre du « Grand projet de ville » à la Source, il est décidé d'y construire une nouvelle bibliothèque en remplacement de celle construite en 1975. Commencée en 2006, elle est inaugurée le 28 mars 2009. L'ancien évêché devant être utilisé pour l'université, la bibliothèque du quartier Bourgogne ferme le 4 décembre 2010. Elle est transférée salle Hardouineau le 11 janvier 2011, jusqu'à la construction envisagée d'un autre bâtiment rue Pierre-du-Lys. 
À partir de 2010-2011, la ville engage ses bibliothèques dans un projet de développement numérique qui lui vaut le label de « bibliothèque numérique de référence » attribué par le ministère de la Culture. Ce projet inclut une nouvelle phase de numérisation et de mise en ligne de son patrimoine écrit et graphique qui conduit à l'ouverture du portail Aurelia en octobre 2013. En même temps, les outils et services numériques se développent dans toutes les bibliothèques d'Orléans. Fin 2013, les bibliothèques des quartiers Madeleine et Argonne deviennent médiathèques, tandis que l'établissement place Gambetta commence à proposer l'utilisation sur place de tablettes tactiles. La bibliothèque Blossières ferme en novembre 2013 pour des travaux de rénovation et de transformation en médiathèque le 25 janvier 2014, tandis que la bibliothèque Saint-Marceau se transforme en médiathèque en avril. Le  projet sur le site Pierre-du-Lys est abandonné et la bibliothèque Hardouineau, dont l'évolution en médiathèque n'apparaît pas viable, ferme définitivement le 30 juin 2015. 

### Bibliothécaires et directeurs
Le premier bibliothécaire de l'établissement est l'abbé Septier, responsable du dépôt littéraire puis de la bibliothèque municipale jusqu'à sa mort en 1822. Jules Loiseleur et Charles Cuissard sont connus pour avoir établi les catalogues des manuscrits et des imprimés. 
Michel de Boüard (1909-1989), sorti major de l’École des Chartes, membre de l’École française de Rome, est nommé à la bibliothèque d'Orléans le 1er janvier 1934. Il y restera jusqu'en avril 1935 et deviendra par la suite l'un des chefs de file de l'archéologie médiévale. 
Le plus connu est Georges Bataille, conservateur de l'établissement de 1952 à 1962.

## Le réseau aujourd'hui

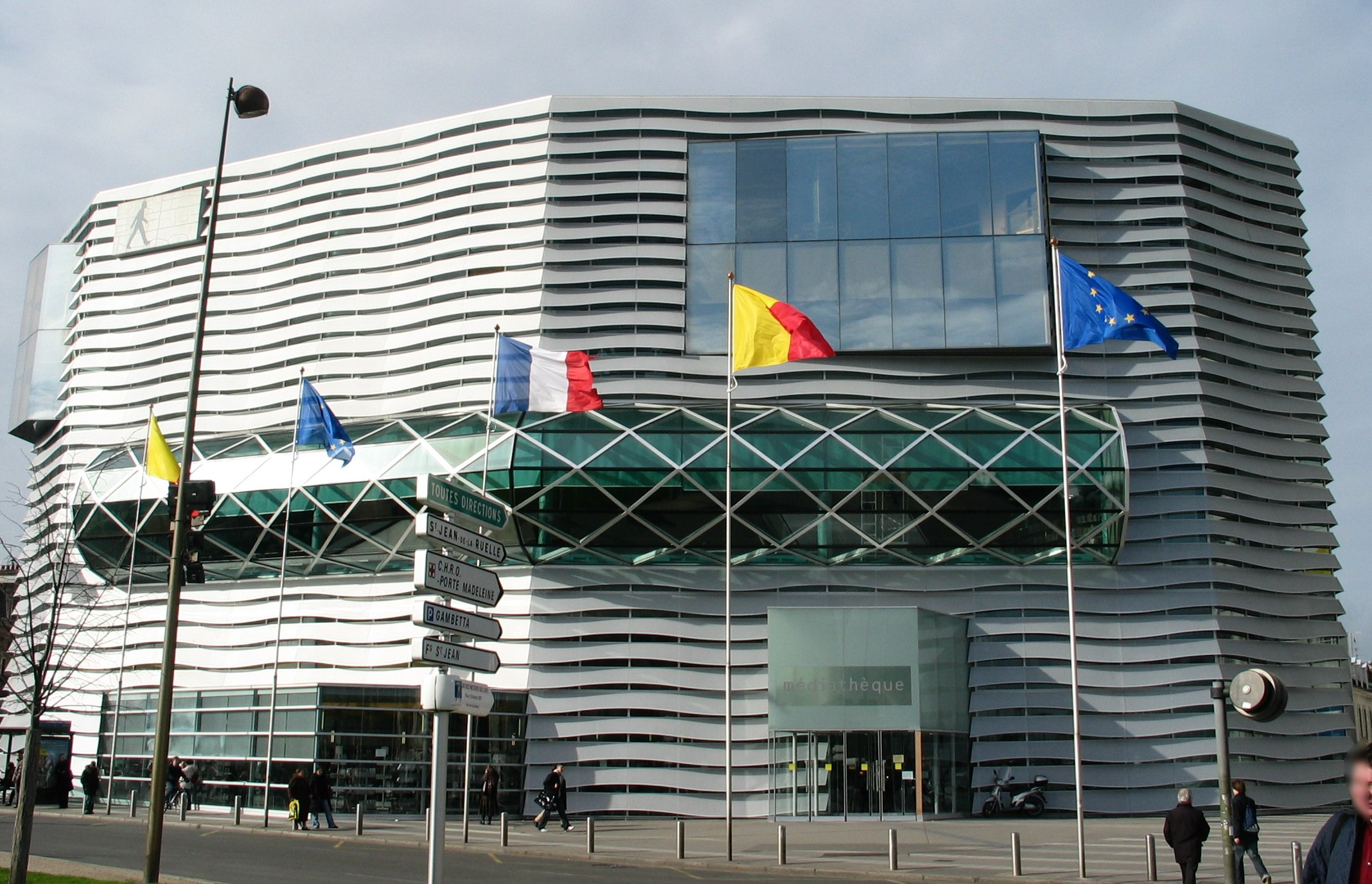
La Médiathèque vue depuis la place Gambetta

La Médiathèque est l'œuvre du cabinet Pierre du Besset / Dominique Lyon. Elle donne sur la place Gambetta à l'entrée du faubourg Bannier. 
D'une superficie de 7 000 m2, elle comprend huit niveaux dont cinq accessibles au public. Parmi ceux à usage interne, deux servent de magasins en sous-sol. 
La « Médi@thèque Maurice-Genevoix », œuvre de l'architecte Pascale Seurin, d'une superficie de 1 700 m2 de plain pied, a été inaugurée en 2009 dans le quartier de La Source. 
Le réseau comprend en outre quatre médiathèques de quartier, qui portent le nom du quartier où elles sont implantées :  
- quatre sur la rive droite : les médiathèques Madeleine, Argonne et Blossières ;
- une rive gauche, la médiathèque de Saint-Marceau.

## Collections
La quasi-totalité des collections du réseau des bibliothèques sont signalées dans le catalogue en ligne. 
Le catalogue des manuscrits est accessible sur le catalogue collectif de France mais un catalogue des manuscrits médiévaux a été établi en 2010 avec des données scientifiques plus récentes. 

### Collections de prêt
Les collections de prêt de la Médiathèque comprennent pour les adultes 51 000 livres en libre accès et 200 000 en magasin, pour les enfants 27 000 en libre accès. 
Il convient d'y ajouter près de 22 000 documents sonores et 8 000 vidéos. 

### Collections de dépôt légal
L'attribution du dépôt légal imprimeur de la région Centre-Val de Loire a considérablement enrichi le patrimoine de la Médiathèque, avec plus de 100 000 ouvrages enregistrés depuis 1982.
Le dépôt légal comprend aussi plus de 1 200 titres de périodiques. 

### Collections patrimoniales précieuses
Manuscrits
La Médiathèque conserve 2 700 cotes de manuscrits de toutes époques, dont les plus anciens remontent au Ve siècle. 
Cette collection comprend de nombreux manuscrits médiévaux, notamment de monastères de la région. Elle est particulièrement connue par le fonds de l'abbaye de Fleury, mais n'en conserve qu'un petit tiers en raison des différentes dispersions dont ce fonds a été l'objet. 
Elle contient de nombreux manuscrits à caractère local, notamment d'érudits. 
Elle contient une importante série de manuscrits de Max Jacob, notamment une partie de sa correspondance, acquise par plusieurs dons, notamment de Roger Toulouse et du docteur Szigeti, ainsi que des achats. 
Les archives littéraires de Michèle Desbordes, depuis 2008, et celles d'André Sauvage, depuis 2012, sont désormais conservées à la Médiathèque. 
Fonds anciens d'imprimés
Le fonds ancien et le « nouveau fonds ancien » représentent environ 71 000 volumes dont une centaine d'incunables. 
Parmi les fonds spécialisés, on note : 
- un fonds d'un millier de mazarinades ;
- le fonds Jean-Jacques Pataud (1752-1821) constitué de documents de l'époque révolutionnaire et de petits textes littéraires ;
- le fonds Jules Croissandeau (1843-1895) consacré à la guerre franco-allemande de 1870 ;
- le fonds Maxime Cornu (1843-1901) de botanique.

Fonds local de conservation
La base du fonds local de conservation est le fonds Desnoyers constitué et donné par l'abbé Edmond Desnoyers (1806-1902) en 1868. S'y ajoutent d'autres documents prélevés dans le fonds général. Le fonds s'accroît régulièrement de documents généraux sur la région Centre-Val de Loire et de tout ce qui paraît sur Orléans et le Loiret. 
Patrimoine imprimé contemporain
Le patrimoine imprimé contemporain comprend notamment des éditions rares de Max Jacob et de Georges Bataille, ainsi que quelques centaines de livres d'artistes.
Centre Charles Péguy
Situé rue du Tabour, dans une demeure ancienne, le Centre Charles Péguy est aussi une bibliothèque-musée du réseau. Il rassemble des archives consacrées à l'écrivain français Charles Péguy (1873-1914), dont il possède notamment la plupart des manuscrits. Il a été fondé par Roger Secrétain en 1964.

## Services et animations
Les bibliothèques d'Orléans proposent au public la consultation sur place et l'emprunt de livres, de revues, de musiques et de films. La consultation et le prêt sont gratuits pour tous depuis le 1er septembre 2016. 
Chacune des médiathèques propose un accès à Internet et l'utilisation (sur place) de tablettes tactiles. Le réseau propose l'accès à des ressources électroniques, soit sur place, soit à distance pour les abonnés. La Médiathèque d'Orléans participe au réseau de prêt entre bibliothèques. 
Le réseau des bibliothèques propose différentes activités culturelles au long de l'année, expositions, conférences, concerts, « parcours découverte » portant sur les locaux et les collections. 
Il dispose pour cela d'espaces d'exposition (salles d'exposition à la Médiathèque et à Saint-Marceau, salle multiculturelle à la Médi@thèque La Source) ainsi que de deux auditoriums à la Médiathèque. 
Certaines activités sont plus spécialement destinées aux enfants, ateliers, heure du conte ou projections de films. 

### Bibliothèque numérique
La ville d'Orléans a mis en place en 2005 une bibliothèque numérique remplacée en octobre 2013 par le portail Aurelia qui permet de consulter en ligne et gratuitement : 
- un fonds iconographique local (cartes et plans d'Orléans et de l'Orléanais, cartes postales) ;
- des almanachs locaux de 1736 à 1898 ;
- les généalogies des familles orléanaises, rassemblées par le chanoine Hubert ;
- les papiers du lieutenant de police Jean-Charles-Pierre Lenoir ;
- le Journal du Loiret (1764-1940).

## Bibliothèques associées
Les bibliothèques d'Orléans travaillent en partenariat avec diverses bibliothèques associées dont une partie des collections sont gérées dans le même système informatisé et apparaissent donc dans le catalogue public. 
Ces bibliothèques associées sont celles des musées d'Orléans, de l'École supérieure d'art et de design, du Centre Jeanne-d'Arc et du Centre d'étude et de recherche sur les camps d'internement du Loiret. 